# هانس-یورگن برادلر
هانس-یورگن برادلر (آلمانی: Hans-Jürgen Bradler؛ زادهٔ ۱۲ اوت ۱۹۴۸) بازیکن فوتبال اهل آلمان بود.
از باشگاه‌هایی که در آن بازی کرده‌است می‌توان به باشگاه فوتبال بوخوم اشاره کرد.
وی به‌همراه تیم ملی فوتبال آلمان غربی در بازی‌های المپیک تابستانی ۱۹۷۲ شرکت کرده‌است.